# 錫代
49°28′35″N 23°17′20″E / 49.47639°N 23.28889°E
錫代（羅馬化：Side）是烏克蘭西部的村莊，隸屬利維夫州桑比爾區的拉利夫卡市鎮。該村面積9.42平方公里，海拔高度310米，2021年人口554，人口密度每平方公里58.61人。